# Brachycyrtus zani
Brachycyrtus zani là một loài tò vò trong họ Ichneumonidae.